# Women’s British Open 2009

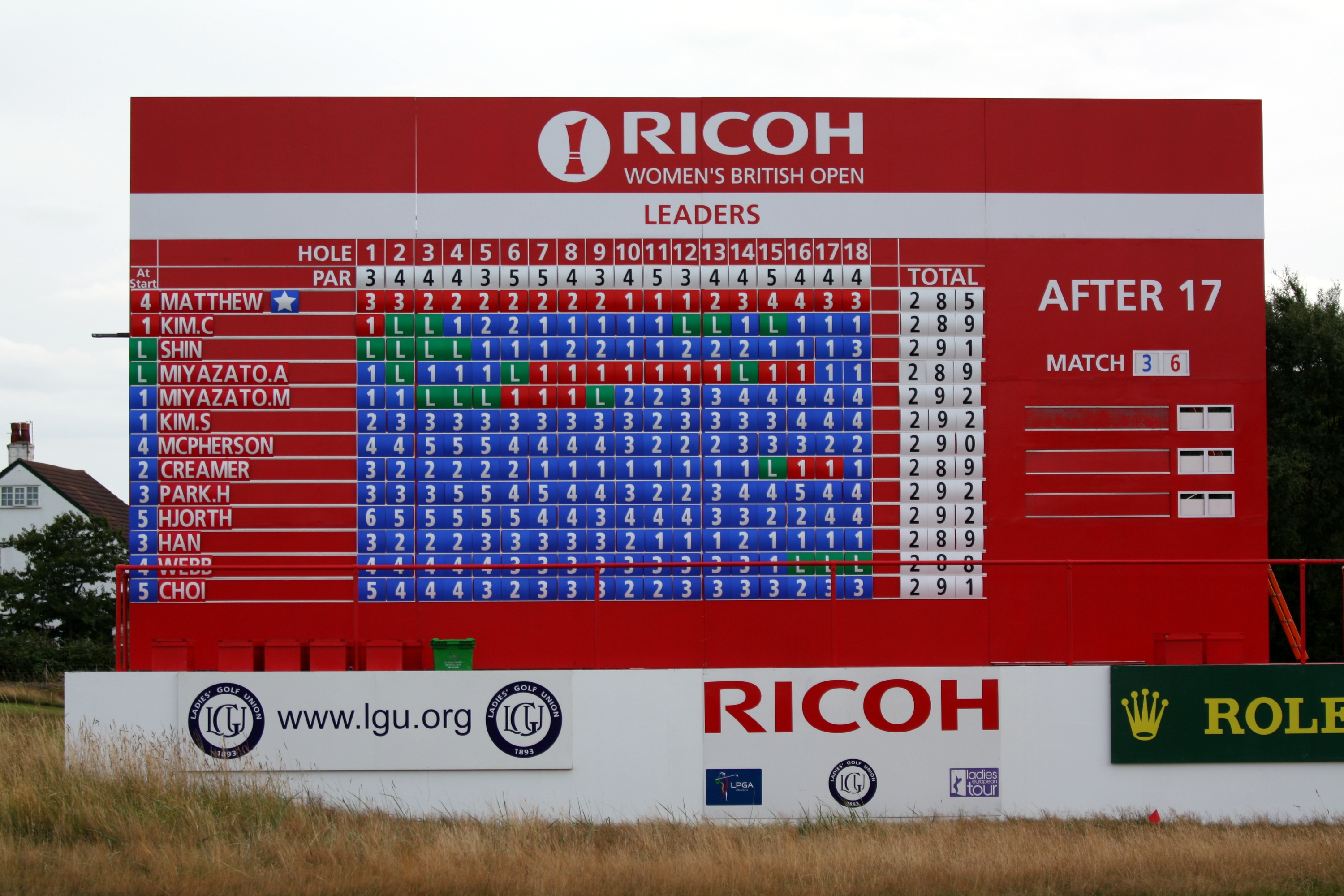
Leaderboard zakończonego Women's British Open 2009

Ricoh Women's British Open 2009 – 33. edycja kobiecego turnieju golfowego Women's British Open, która odbyła się w dniach od 30 lipca do 2 sierpnia 2009 na polu golfowym Royal Lytham & St Annes w St Annes on the Sea, Lancashire, Anglia. Była to dziewiąta odsłona mistrzostw jako turnieju wielkoszlemowego odkąd zyskały one ten status w 2001. Po raz czwarty w historii zawody rozegrano na polu Royal Lytham & St Annes – poprzednio wygrywały je tutaj Sherri Steinhauer (1998 i 2006) oraz Annika Sörenstam (2003). W 2009 pula nagród była równa 2,2 mln USD, z czego 335 tys. przeznaczone było dla zwyciężczyni.
Triumfatorką zawodów została Szkotka Catriona Matthew, której łączny wynik 285 dał przewagę 3 uderzeń nad najbliższą rywalką. Był to jej drugi wygrany turniej w tym roku – wcześniej w styczniu wywalczyła tytuł w HSBC LPGA Brasil Cup.

## Karta pola
| Dołek   | Dołek | 1   | 2   | 3   | 4   | 5   | 6   | 7   | 8   | 9   | Out  | 10  | 11  | 12  | 13  | 14  | 15  | 16  | 17  | 18  | In   | Suma |
| ------- | ----- | --- | --- | --- | --- | --- | --- | --- | --- | --- | ---- | --- | --- | --- | --- | --- | --- | --- | --- | --- | ---- | ---- |
| Par     | Par   | 3   | 4   | 4   | 4   | 3   | 5   | 5   | 4   | 3   | 35   | 4   | 5   | 3   | 4   | 4   | 5   | 4   | 4   | 4   | 37   | 72   |
| Długość | yd    | 199 | 401 | 419 | 371 | 170 | 492 | 542 | 389 | 156 | 3139 | 334 | 487 | 160 | 340 | 420 | 464 | 343 | 419 | 386 | 3353 | 6492 |
| Długość | m     | 182 | 367 | 383 | 339 | 155 | 450 | 495 | 356 | 143 | 2870 | 306 | 445 | 146 | 311 | 384 | 424 | 314 | 383 | 353 | 3066 | 5936 |

## Uczestniczki

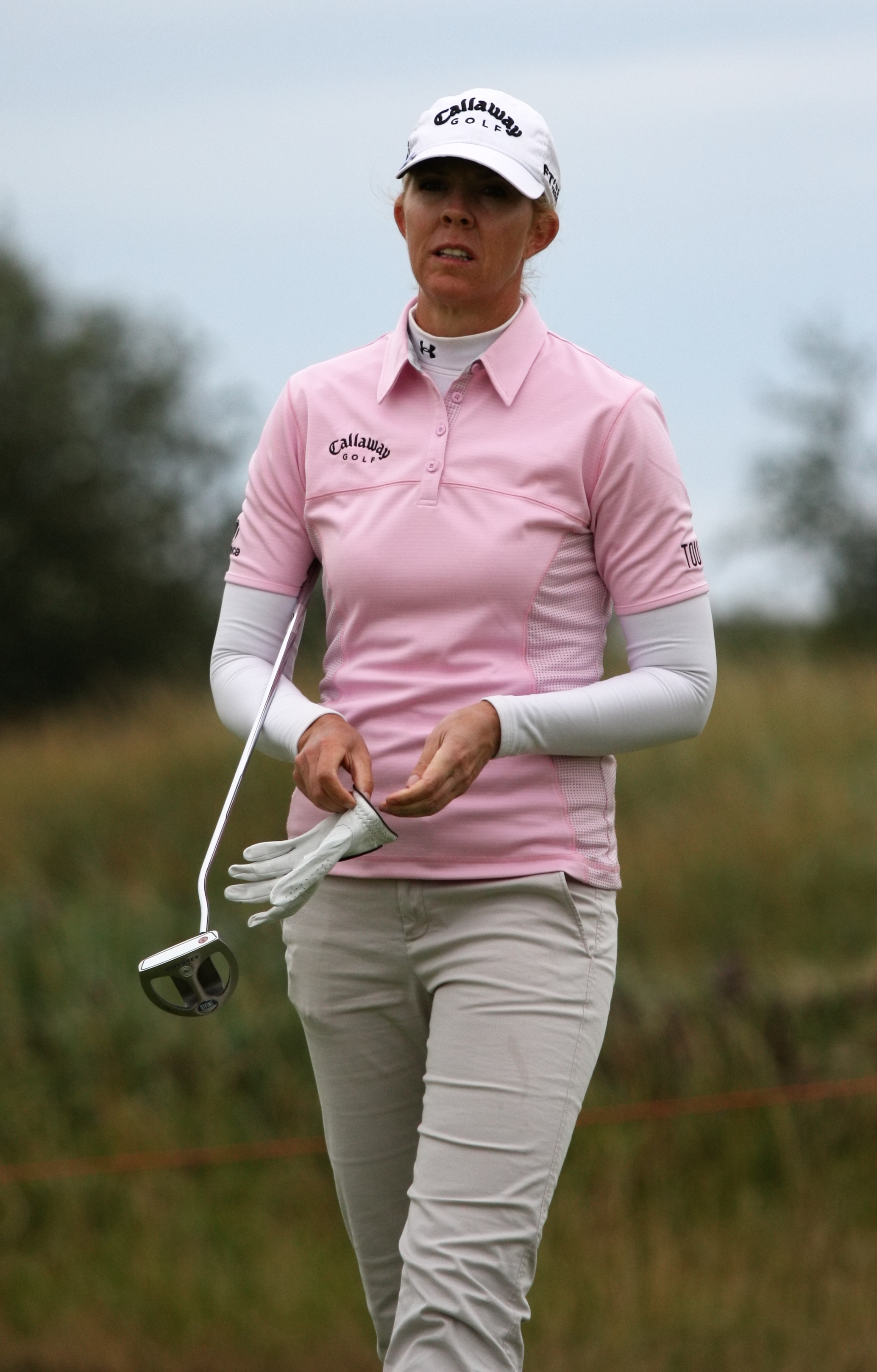
Jill McGill

Do udziału w zawodach przeznaczono miejsce dla 144 golfistek. Prawo do bezpośredniego startu uzyskały zawodniczki spełniające poniższe kryteria:
1. zawodniczki, które zajęły co najmniej 15. miejsce w ubiegłorocznej edycji,
2. najlepsze 10 zawodniczek Ladies European Tour według Rolex Ranking, których nie obejmuje punkt 1.,
3. najlepsze 30 zawodniczek LPGA Tour według Rolex Ranking, których nie obejmuje punkt 1.,
4. najwyżej klasyfikowane 25 zawodniczek Ladies European Tour według listy zarobków w momencie zamknięcia zgłoszeń, których nie obejmuje punkt 1. i 2.,
5. najwyżej klasyfikowane 40 zawodniczek LPGA Tour według listy zarobków w momencie zamknięcia zgłoszeń, których nie obejmuje punkt 1. i 3.,
6. najwyżej klasyfikowane 5 zawodniczek Japan LPGA Tour według listy zarobków na 15 czerwca 2009, których nie obejmuje punkt 1. i 13.,
7. zwyciężczynie oficjalnych zawodów LET lub LPGA Tour w sezonie 2009,
8. zwyciężczynie listy zarobków LET, LPGA Tour, Japan LPGA Tour oraz Korea LPGA Tour za sezon 2008,
9. zwyciężczynie Women's British Open z lat 1999-2008,
10. zwyciężczynie U.S. Women's Open z lat 2005-2009,
11. zwyciężczynie Kraft Nabisco Championship z lat 2005-2009,
12. zwyciężczynie LPGA Championship z lat 2005-2009,
13. zwyciężczyni JLPGA Tour Championhship z roku 2008,
14. pierwsza piątka zawodniczek z turnieju Jamie Farr Owens Corning Classic 2009, których nie obejmuje inne kryterium kwalifikacji,
15. mistrzynie Ladies’ British Open Amateur 2009, Ladies’ British Open Amateur Stroke Play 2008, United States Ladies’ Amateur Champion 2008 i European Ladies’ Amateur 2008 pod warunkiem, że na czas trwania mistrzostw w dalszym ciągu posiadają status amatora oraz dodatkowo maksimum dwie amatorki wybrane według uznania Ladies Golf Union,
16. dowolna zawodniczka, której zostanie przyznane bezpośrednie prawo gry.

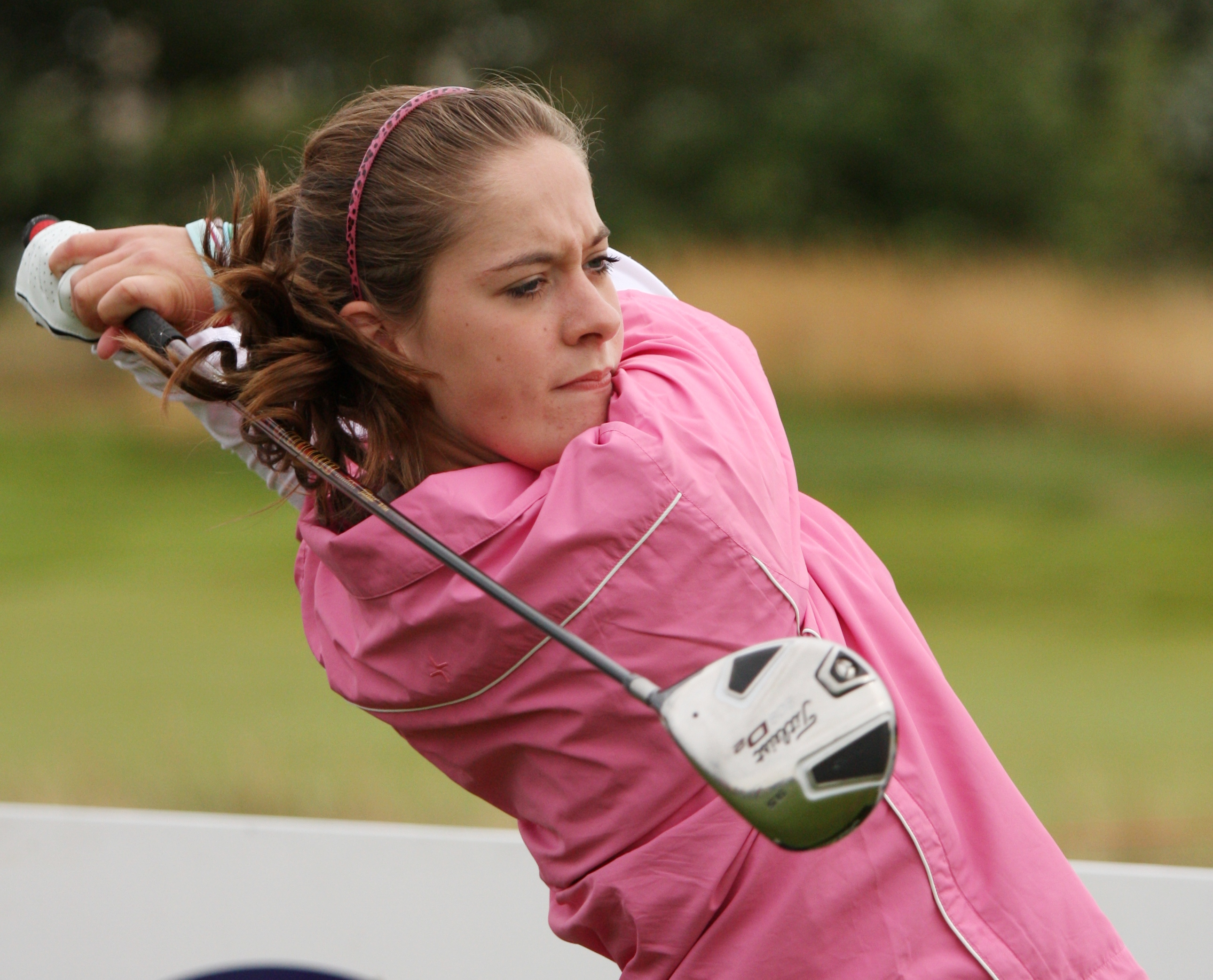
Lauren Taylor

W 2009 powyższe kryteria wyłoniły 124 uczestniczki. O pozostałe 20 miejsc golfistki walczyły w dwóch etapach kwalifikacji.
Wstępna kwalifikacja miała miejsce 13 lipca 2009 na polu golfowym The Berkshire Blue Course (jedna runda 18 dołków). Wzięły w niej udział 103 zawodniczki, z których 26 uzyskało wynik +1 lub lepszy i tym samym uzyskało prawo do udziału w finalnych kwalifikacjach. Najlepszy wynik w tym etapie (69 uderzeń, 3 poniżej par) uzyskały trzy Angielki: amatorka Hannah Burke oraz Elizabeth Bennett i Rachel Bell.
Ostatni etap kwalifikacji odbył się 27 lipca 2009 na polu golfowym Fairhaven Golf Club (jedna runda 18 dołków). Wystartowały w nich 92 golfistki, w tym 66 zwolnionych w oparciu o osobne kryteria z poprzedniego etapu kwalifikacji. Najlepszy wynik 71 uderzeń (-3) zanotowała Amerykanka Jill McGill. Aby wyłonić dwudziestą kwalifikantkę oraz czwórkę rezerwowych musiano rozegrać dogrywkę wśród 14 golfistek z wynikiem +1. Wygrała ją szwedzka amatorka Caroline Hedwall. Rezerwowymi zostały (w kolejności, am oznacza amatorkę): Kathryn Imrie, Lauren Taylor (am), Sophie Giquel oraz Rhian Wyn Thomas (am). Wspomniana 14-letnia Taylor, gdyby zagrała w turnieju głównym, zostałaby najmłodszą uczestniczką w historii zawodów.
Ostatecznie w mistrzostwach wystartowały:
| Nr | Zawodniczka          | Nr | Zawodniczka            | Nr  | Zawodniczka         | Nr  | Zawodniczka          |
| -- | -------------------- | -- | ---------------------- | --- | ------------------- | --- | -------------------- |
| 1  | Ahn Shi-hyun         | 37 | Han Hee-won            | 73  | Brittany Lincicome  | 109 | Reilley Rankin       |
| 2  | Helen Alfredsson     | 38 | Allison Hanna-Williams | 74  | Breanne Loucks      | 110 | Anna Rawson          |
| 3  | Carmen Alonso        | 39 | Bettina Hauert         | 75  | Teresa Lu           | 111 | Beatriz Recari       |
| 4  | Chie Arimura         | 40 | Samantha Head          | 76  | Diana Luna          | 112 | Michele Redman       |
| 5  | Bae Kyeong           | 41 | Caroline Hedwall (am)  | 77  | Karen Lunn          | 113 | Melissa Reid         |
| 6  | Minea Blomqvist      | 42 | Maria Hjorth           | 78  | Paula Marti         | 114 | Yuko Saitoh          |
| 7  | Christel Boeljon     | 43 | Hong Jin-joo           | 79  | Catriona Matthew    | 115 | Jade Schaeffer       |
| 8  | Stacy Bregman        | 44 | Katherine Hull         | 80  | Jill McGill         | 116 | Giulia Sergas        |
| 9  | Becky Brewerton      | 45 | Amy Hung               | 81  | Kristy McPherson    | 117 | Alena Sharp          |
| 10 | Emma Cabrera-Bello   | 46 | M.J. Hur               | 82  | Stefanie Michl      | 118 | Jiyai Shin           |
| 11 | Krystle Caithness    | 47 | Pat Hurst              | 83  | Yuko Mitsuka        | 119 | Ashleigh Simon       |
| 12 | Nicole Castrale      | 48 | Vicky Hurst            | 84  | Ai Miyazato         | 120 | Georgina Simpson     |
| 13 | Anne-Lise Caudal     | 49 | Karine Icher           | 85  | Mika Miyazato       | 121 | Karin Sjödin         |
| 14 | Irene Cho            | 50 | Juli Inkster           | 86  | Janice Moodie       | 122 | Marianne Skarpnord   |
| 15 | Choi Na-yeon         | 51 | Jang Jeong             | 87  | Becky Morgan        | 123 | Louise Stahle        |
| 16 | Chung Il-mi          | 52 | Rachel Jennings (am)   | 88  | Shinobu Moromizato  | 124 | Angela Stanford      |
| 17 | Carlota Ciganda (am) | 53 | Jeong Mi-jeon          | 89  | Johanna Mundy       | 125 | Karen Stupples       |
| 18 | Paula Creamer        | 54 | Ji Eun-hee             | 90  | Azahara Muñoz (am)  | 126 | Kris Tamulis         |
| 19 | Laura Davies         | 55 | Haeji Kang             | 91  | Roseanne Niven (am) | 127 | Iben Tinning         |
| 20 | Laura Diaz           | 56 | Jimin Kang             | 92  | Gwladys Nocera      | 128 | Kris Tschetter       |
| 21 | Moira Dunn           | 57 | Kang Soo-yun           | 93  | Anna Nordqvist      | 129 | Yani Tseng           |
| 22 | Martina Eberl        | 58 | Sarah Kemp             | 94  | Lorena Ochoa        | 130 | Momoko Ueda          |
| 23 | Tania Elosegui       | 59 | Cristie Kerr           | 95  | Oh Ji-young         | 131 | Marjet van der Graff |
| 24 | Feng Shanshan        | 60 | Birdie Kim             | 96  | Shiho Ohyama        | 132 | Sophie Walker        |
| 25 | Rebecca Flood (am)   | 61 | Christina Kim          | 97  | Lee-Anne Pace       | 133 | Wendy Ward           |
| 26 | Meaghan Francella    | 62 | Kim In-kyung           | 98  | Pak Jin-young       | 134 | Karrie Webb          |
| 27 | Yuri Fudoh           | 63 | Kim Song-hee           | 99  | Pak Se-ri           | 135 | Johanna Westerberg   |
| 28 | Katie Futcher        | 64 | Kim Young              | 100 | Park Hee-young      | 136 | Michelle Wie         |
| 29 | Sandra Gal           | 65 | Candie Kung            | 101 | Inbee Park          | 137 | Ursula Wilkström     |
| 30 | Nikki Garrett        | 66 | Vikki Laing            | 102 | Jane Park           | 138 | Lindsey Wright       |
| 31 | Nicole Gergely       | 67 | Brittany Lang          | 103 | Florentyna Parker   | 139 | Amy Yang             |
| 32 | Anna Grzebien        | 68 | Lee Jee-young          | 104 | Suzann Pettersen    | 140 | Heather Bowie Young  |
| 33 | Natalie Gulbis       | 69 | Meena Lee              | 105 | Federica Piovano    | 141 | Yi Eun-jung          |
| 34 | Sophie Gustafson     | 70 | Sarah Lee              | 106 | Stacy Prammanasudh  | 142 | Yoo Sun-young        |
| 35 | Lydia Hall           | 71 | Lee Seon-hwa           | 107 | Morgan Pressel      | 143 | Emma Zackrisson      |
| 36 | Christine Hallström  | 72 | Stacy Lewis            | 108 | Marta Prieto        | 144 | Henrietta Zuel       |

## Przebieg

### Dzień 1.

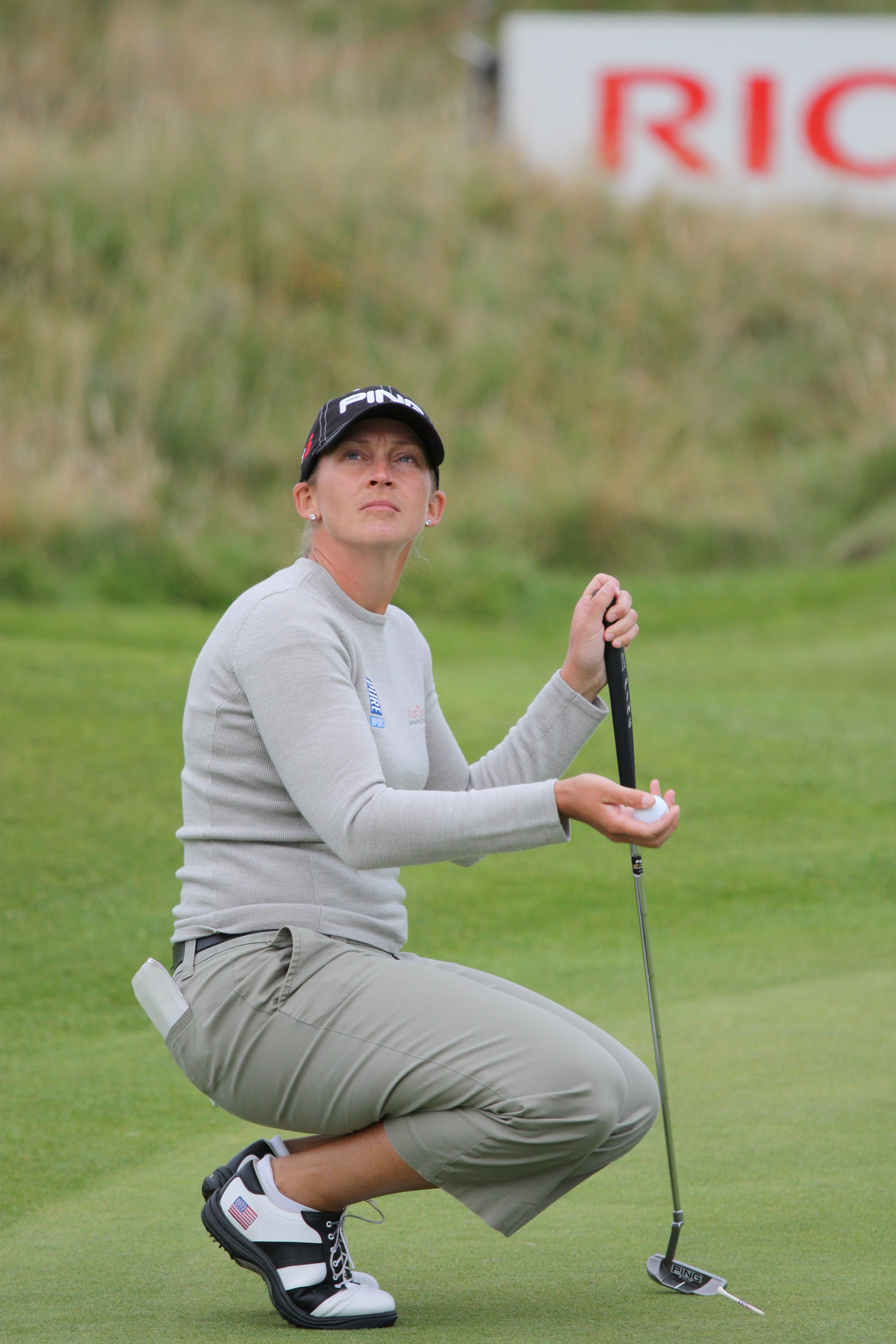
Angela Stanford

Pierwszy dzień stał przede wszystkim pod znakiem wiatru, który wiejąc z zachodu od morza w porywach osiągał prędkość ponad 50 km/h. W połączeniu z ponad 200 bunkrami pola Royal Lytham warunki do gry były ekstremalnie trudne – wynik par lub lepszy osiągnęło tylko 6 golfistek, a z pozostałych aż 67 zagrało wynik 80 lub gorszy. Średni czas potrzebny na zagranie 18 dołków był bliski 6 godzin.
Przez długi czas liderką była Amerykanka Angela Stanford (70 uderzeń, 2 poniżej par). Budowanie swojego wyniku rozpoczęła od eagle'a na siódmym dołku par 5, gdzie po drugim uderzeniu na green woodem trójką znalazła się 20 metrów od dołka, do którego trafiła jednym puttem. Po zrobieniu birdie na 13. dołku par 4 zeszła z wynikiem do -3, jednak dwa bogeye na 15. i 17. spowodowały, że przed ostatnim dołkiem miała wynik -1. Na osiemnastce po dwóch uderzeniach znalazła się na greenie po czym z 10 metrów zrobiła birdie. Eagle zrobiony przez Stanford był jednym z tylko trzech zagranych podczas pierwszej rundy, pozostałe też zostały zdobyte na siódmym dołku.
W udzielonym po skończonej grze wywiadzie Stanford przyznała się do dość niecodziennego przygotowania przed turniejem – do Anglii przyjechała bowiem dopiero w środę i zdążyła zagrać tylko jedną rundę treningową, wcześniej spędzając dwa dni na zwiedzaniu Rzymu.
Nieco później od Stanford ten sam wynik zagrała Koreanka Kim Song-hee. Po 13 dołkach i zrobieniu czterech birdie miała nawet wynik -4, ale potem zagrała trzy bogeye na dołkach 14, 16 i 17. Na 18. trafiając putta z 6 metrów Kim zdobyła jednak birdie zostając dzięki temu współliderką.

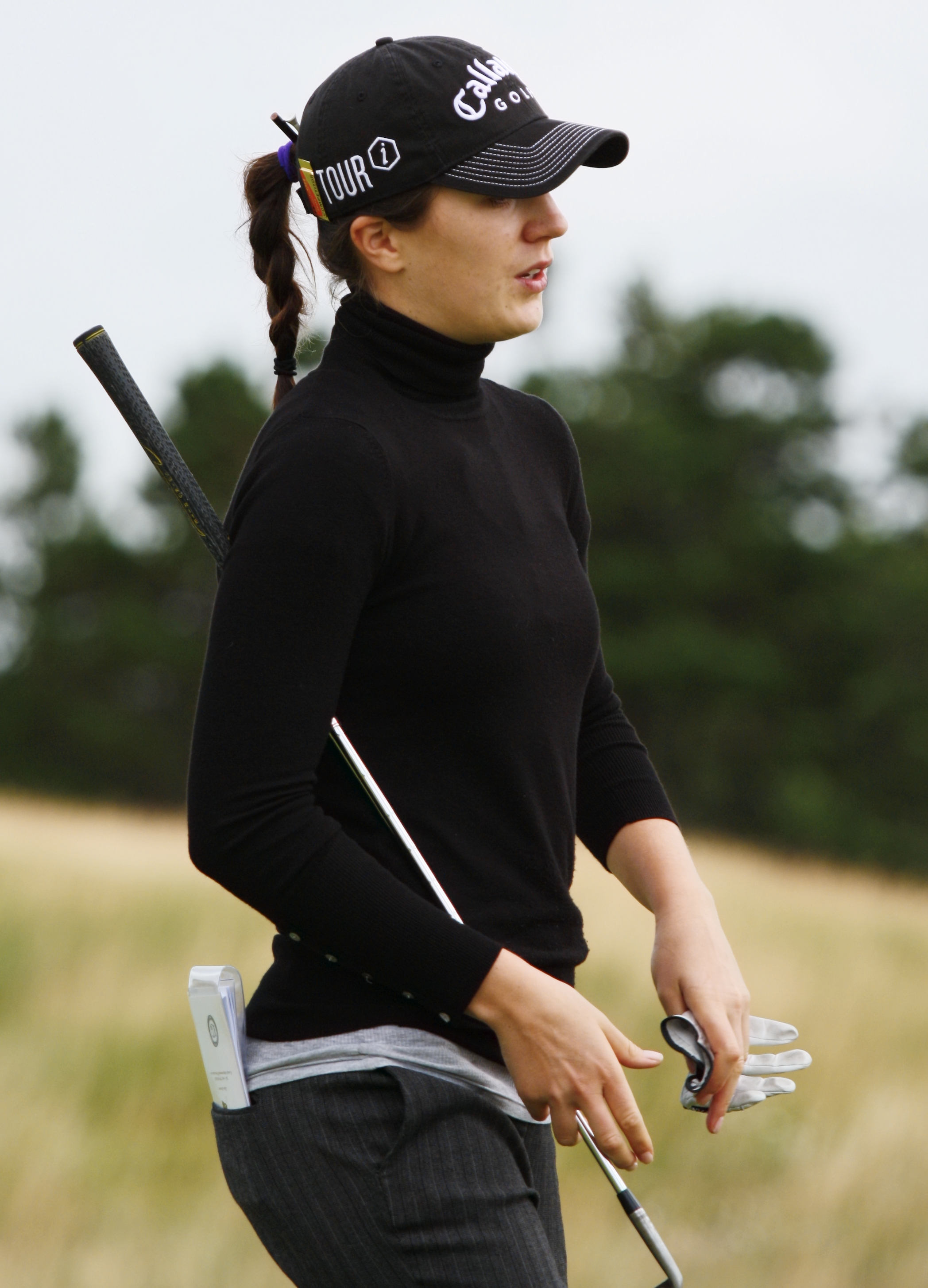
Sandra Gal

Liderką po pierwszej rundzie została jednak Niemka Sandra Gal. Wystartowała ona w przedostatniej grupie i po sześciu godzinach skończyła grę po 9 wieczorem. Gal wykorzystała łagodniejsze warunki gry, które nastały pod koniec dnia i zagrała rundę 69 uderzeń. Samodzielne prowadzenie Gal zdobyła po birdie na 15 dołku; robiąc bogeya na następnym straciła je aby znowu odzyskać po birdie na siedemnastce. Na ostatnim, gdy nad polem robiło się coraz ciemniej, uratowała para chipując na odległość nie większą niż 1 metr od flagi. Dla Gal był to dopiero drugi start w Women's British Open – rok wcześniej w Sunningdale nie przeszła cuta.
W ścisłej czołówce mogła się znaleźć też Catriona Matthew, która pierwszą dziewiątkę zagrała w 33 uderzeniach (w tym eagle na 7.). Jednak drugą połowę skończyła w 41 uderzeniach (double bogey i bogey na dwóch ostatnich dołkach) na łączny wynik 74 uderzeń.
Liderka światowego rankingu Lorena Ochoa zagrała rundę 75 uderzeń, obwiniając głównie swoje słabe puttowanie. Ten sam wynik uzyskała triumfatorka sprzed tygodnia Ai Miyazato. Zajmująca pierwsze miejsce na liście zarobków LPGA Tour Cristie Kerr skończyła pierwszą rundę w 76 uderzeniach. O jedno uderzenie gorzej zagrały obrońcyni tytułu Jiyai Shin oraz trzykrotna triumfatorka Women's British Open Karrie Webb. Weteranki Juli Inkster i Helen Alfredsson zagrały 78 uderzeń.
Zwyciężczyni z 2004 roku Angielka Karen Stupples, która skończyła z wynikiem 82 w swoim wywiadzie określiła wiatr, z którym musiały się zmagać zawodniczki jako diabelski i brutalny.
Ubiegłoroczna triumfatorka rozgrywek Ladies European Tour i liderka rankingu europejskiej drużyny Solheim Cup Gwladys Nocera z Francji skończyła rundę w 91 uderzeniach, grając ostatnie 12 dołków na +17.
Po pierwszej rundzie zdyskwalifikowano za niepodpisanie karty Koreankę Kang Soo-yung – zagrała ona wynik 87 uderzeń, wliczając 12 na ostatnim dołku.
Średni wynik zagrany podczas pierwszej rundy to 78,32 uderzenia. Tylko jeden dołek był grany średnio poniżej par: był to nr 7 par 5. Statystycznie najtrudniejszym był 14. par 4 ze średnią 4,81 uderzenia.
| Miejsce | Zawodniczka     | Rundy | Wynik |
| ------- | --------------- | ----- | ----- |
| 1       | Sandra Gal      | 69    | -3    |
| 2=      | Angela Stanford | 70    | -2    |
| 2=      | Kim Song-hee    | 70    | -2    |
| 4=      | Yuko Mitsuka    | 71    | -1    |
| 4=      | Park Hee-young  | 71    | -1    |

| Dołek   | 1    | 2    | 3    | 4    | 5    | 6    | 7    | 8    | 9    | 10   | 11   | 12   | 13   | 14   | 15   | 16   | 17   | 18   | Suma  |
| ------- | ---- | ---- | ---- | ---- | ---- | ---- | ---- | ---- | ---- | ---- | ---- | ---- | ---- | ---- | ---- | ---- | ---- | ---- | ----- |
| Par     | 3    | 4    | 4    | 4    | 3    | 5    | 5    | 4    | 3    | 4    | 5    | 3    | 4    | 4    | 5    | 4    | 4    | 4    | 72    |
| Średnia | 3,30 | 4,19 | 4,42 | 4,44 | 3,19 | 5,19 | 4,80 | 4,42 | 3,22 | 4,48 | 5,41 | 3,57 | 4,26 | 4,81 | 5,37 | 4,10 | 4,65 | 4,51 | 78,32 |

### Dzień 2.

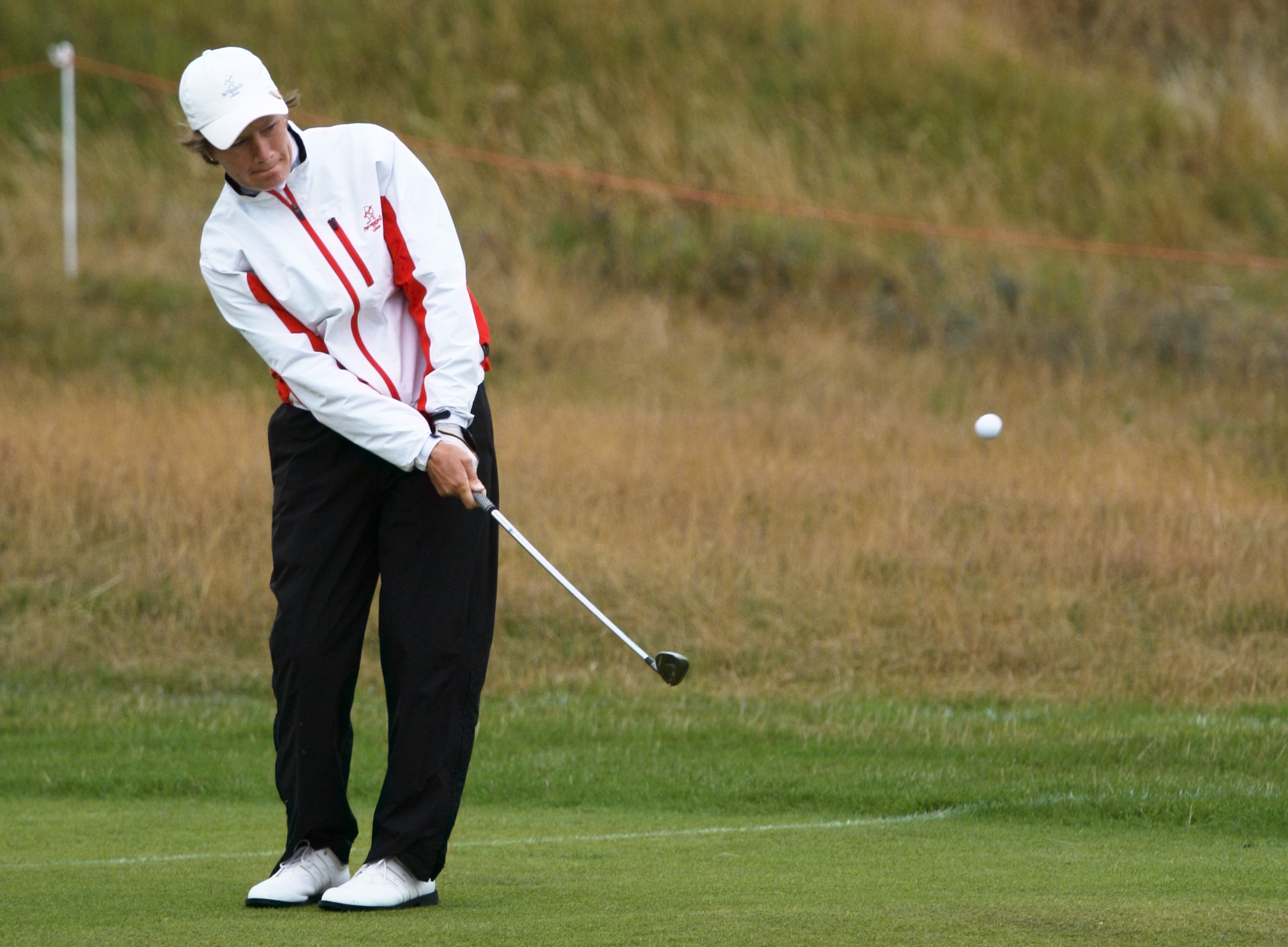
Catriona Matthew

Drugiego dnia warunki do gry były zgoła odmienne: wiatr zmienił kierunek i osłabł na sile. Zmiana nastąpiła również na pozycji liderki: Sandra Gal zagrała drugą rundę w 80 uderzeniach i spadła na 25. miejsce. Jej miejsce zajęły dwie zawodniczki, Catriona Matthew ze Szkocji oraz Włoszka Giulia Sergas – obie w piątek zagrały najniższą rundę 67 uderzeń.
Najwięcej uwagi skupiła na sobie Matthew, która 10 tygodni wcześniej urodziła swoje drugie dziecko i od tego czasu zagrała tylko w jednym turnieju: ubiegłotygodniowym Evian Masters. Ogólne zainteresowanie zawdzięczała jednak sposobowi w jaki doszła do swojego wyniku. Pierwsza dziewiątka nie wyróżniała się niczym szczególnym: Matthew zagrała trzy bogeye i jedno birdie, co dało jej wynik +4. Jednak na 11. dołku rozpoczęła się seria zdarzeń, dzięki której na stałe wpisała się w historię golfa. Na tym dołku par 5 po drugim uderzeniu kijem rescue znalazła się na greenie w odległości nie większej niż 2 metry od flagi, po czym trafiła putta na eagle'a. Na kolejnym dołku, tym razem 140-metrowym par 3, uderzając żelażną ósemką trafiła hole in one. Zdobywając dwa eagle z rzędu Matthew została 17. zawodniczką w historii LPGA Tour, której się to udało. Swój wynik poprawiła już na następnym dołku zdobywając birdie na 13. par 4. Potem był jeszcze par oraz dwa kolejne birdie na 15. i 16. Na 17 straciła jedno uderzenie robiąc bogeya, ale naprawiła ten błąd zaliczając birdie na ostatnim dołku. W rezultacie drugą dziewiątkę zagrałą w 30 uderzeniach, co jest rekordem pola Royal Lytham & St Annes w historii zawodów zarówno kobiecych jak i męskich.
Przy poprzednich trzech okazjach kiedy Women's British Open był rozgrywany w St Annes Matthew ani razu nie przeszła cuta. Jednak w 1993 jako amatorka wygrała rozgrywany tam Centenary British Ladies Amateur Championship.
Sergas swój wynik uzyskała w mniej spektakularny sposób. Pierwszą dziewiątkę zagrała na par. Na drugiej pierwsze birdie zrobiła na 11. po czym kolejne cztery z rzędu zaliczyła na dołkach od 13 do 16. Jej runda 67 uderzeń była pierwszą w tegorocznych mistrzostwach, w której żaden z dołków nie został zagrany gorzej niż na par. W swoich pięciu poprzednich startach w Women's British Open Sergas tylko raz przeszła cuta.
Jedno uderzenie za liderkami na trzecim miejscu znalazła się Yuko Mitsuka z Japonii, która zagrała drugą z rzędu rundę 71 uderzeń.
Po dwóch rundach cut został ustalony na poziomie +9 co jest rekordem tych mistrzostw. Przeszło go 71 zawodniczek, wśród których nie znalazła się żadna z sześciu startujących amatorek, przez co po raz pierwszy od 2002 roku w mistrzostwach nie została przyznana nagroda Smyth Salver. Wybrane znane zawodniczki, które również nie przeszły cuta to Helen Alfredsson, Suzann Pettersen, Juli Inkster, Natalie Gulbis oraz Karen Stupples.
W trakcie drugiej rundy wycofała się Koreanka Hong Jin-joo.
Średni wynik zagrany w piątek poprawił się względem poprzedniego dnia do 75,58 uderzenia. Najłatwiejszym dołkiem był par 5 jedenasty a najtrudniejszym przedostatni par 4 – oba ze średnią 4,70.
| Miejsce | Zawodniczka      | Rundy     | Wynik |
| ------- | ---------------- | --------- | ----- |
| 1=      | Catriona Matthew | 74-67=141 | -3    |
| 1=      | Giulia Sergas    | 74-67=141 | -3    |
| 3       | Yuko Mitsuka     | 71-71=142 | -2    |
| 4       | Kim Song-hee     | 70-73=143 | -1    |
| 5=      | Yani Tseng       | 74-70=144 | E     |
| 5=      | Christina Kim    | 73-71=144 | E     |
| 5=      | Bae Kyeong       | 73-71=144 | E     |

| Dołek   | 1    | 2    | 3    | 4    | 5    | 6    | 7    | 8    | 9    | 10   | 11   | 12   | 13   | 14   | 15   | 16   | 17   | 18   | Suma  |
| ------- | ---- | ---- | ---- | ---- | ---- | ---- | ---- | ---- | ---- | ---- | ---- | ---- | ---- | ---- | ---- | ---- | ---- | ---- | ----- |
| Par     | 3    | 4    | 4    | 4    | 3    | 5    | 5    | 4    | 3    | 4    | 5    | 3    | 4    | 4    | 5    | 4    | 4    | 4    | 72    |
| Średnia | 3,27 | 4,27 | 4,54 | 4,16 | 3,15 | 5,26 | 5,21 | 4,50 | 3,21 | 4,04 | 4,70 | 3,21 | 4,07 | 4,27 | 4,82 | 3,98 | 4,70 | 4,20 | 75,58 |

### Dzień 3.

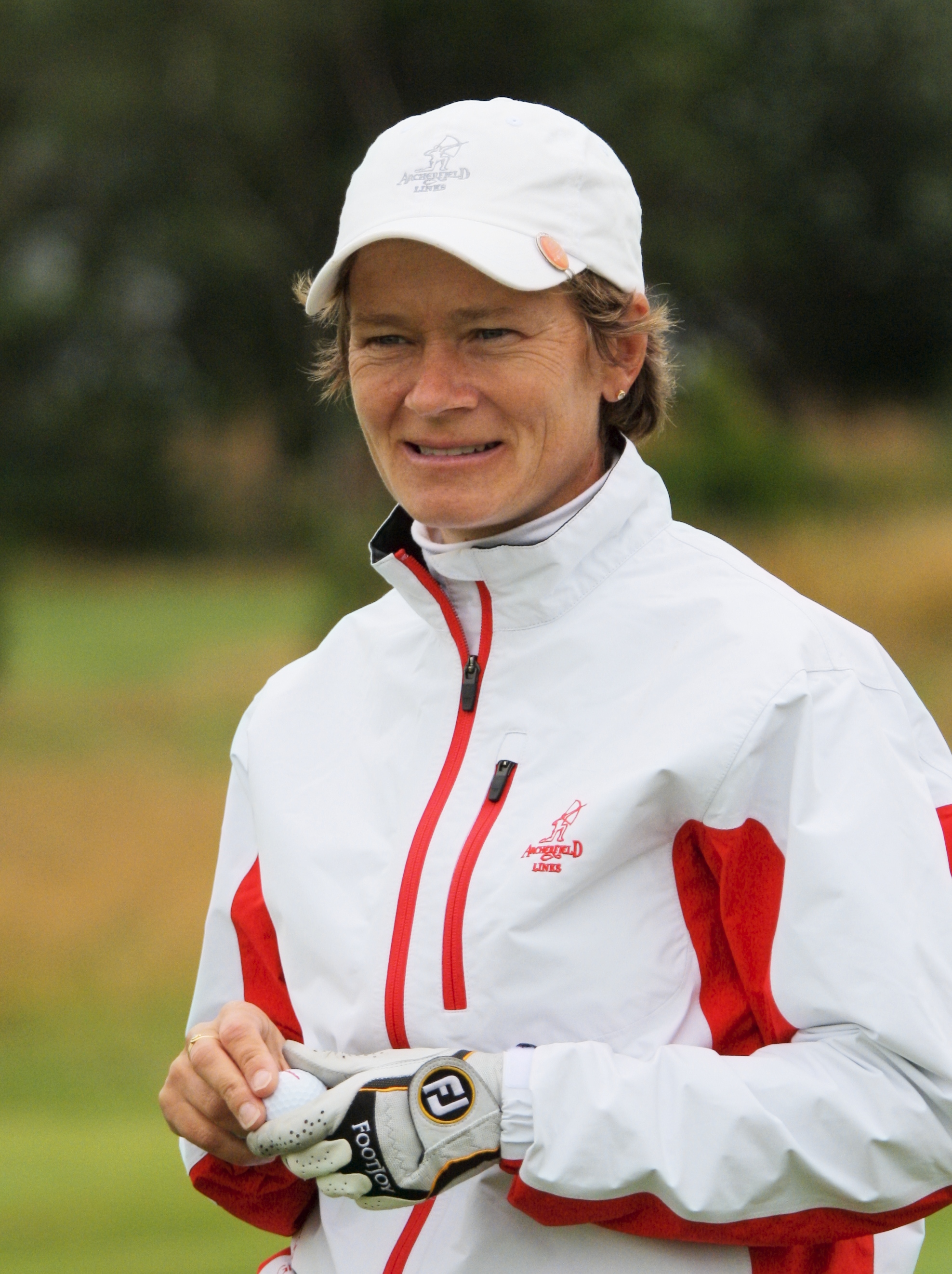
Catriona Matthew

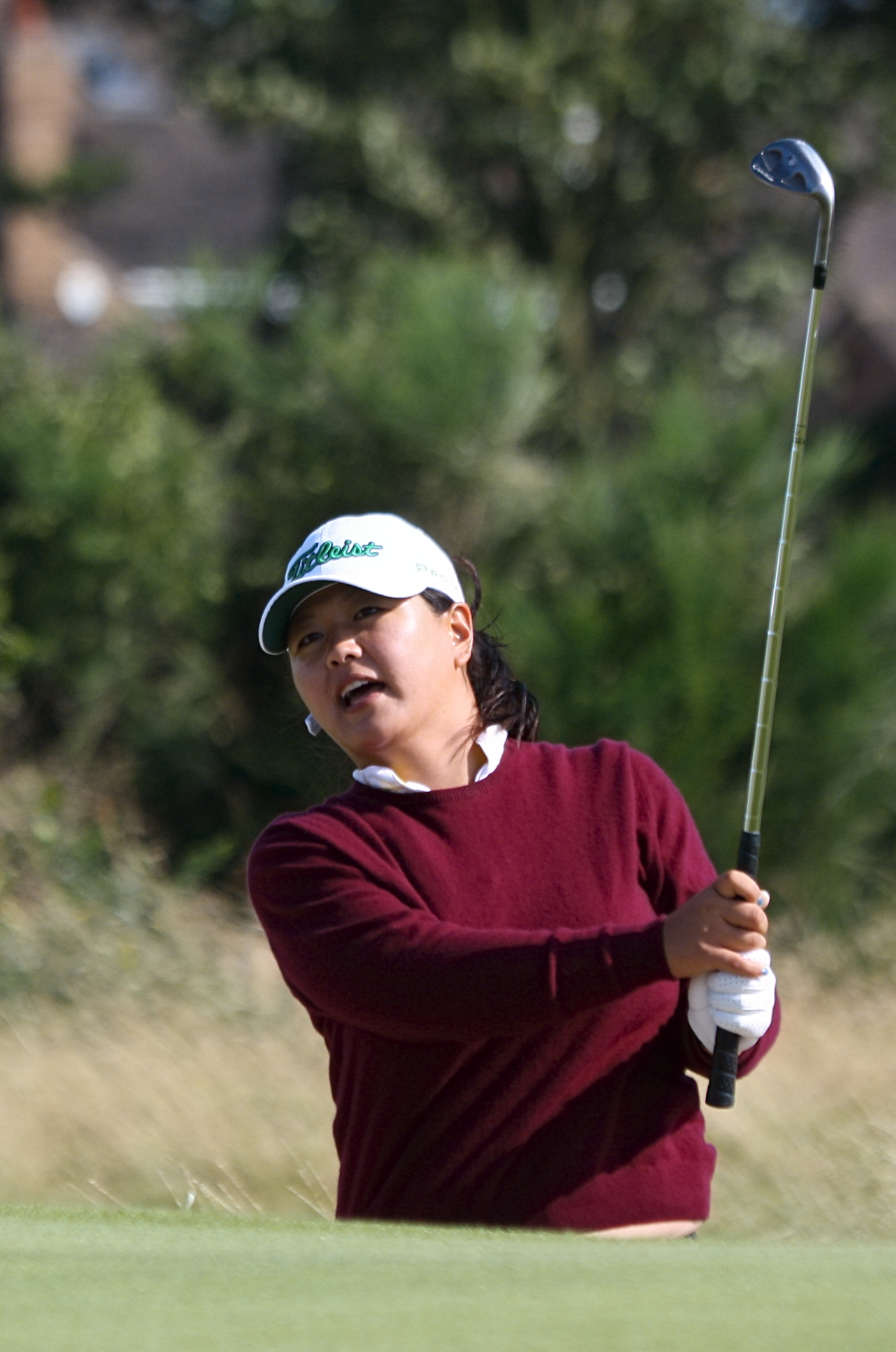
Christina Kim

Trzeci dzień mistrzostw rozpoczął się od siąpistego deszczu, jednak nie trwał on długo – pogoda się wkrótce poprawiła i gdy liderki wychodziły na pole słońce świeciło w pełni, a wiatr był jedynie lekką bryzą. Frekwencja po trzech dniach osiągnęła wartość 40 000 widzów, co jest lepszym wynikiem niż w analogicznym okresie przed rokiem.
Sprzyjające warunki do gry wykorzystała Matthew, która na koniec dnia nie tylko wciąż znajdowała się na pierwszym miejscu, ale okupowała je samotnie z trzema uderzeniami przewagi. Początki zapowiadały się jednak nie najlepiej, bowiem Matthew straciła dwa uderzenia na dołkach 3 i 4. Kryzys nie trwał długo i na kolejnym dołku par 3 tee shot Matthew wylądował 3 metry od flagi, dając jej szansę na birdie, którą wykorzystała. Do końca rundy zrobiła kolejne dwa birdie: na dołkach 10 i 13, resztę grając na par. Na 17 dołku była bliska kolejnego birdie, ale mimo iż po drugim uderzeniu była nie więcej niż 1,5 m od dołka, to potrzebowała jeszcze dwóch puttów, żeby skończyć umieścić piłkę w dołku. Runda 71 uderzeń i łączny wynik -4 przed ostatnim dniem dawał prawie 40-letniej Matthew duże szanse na zostanie pierwszą Brytyjką od 2004 roku, która wygrałaby turniej wielkoszlemowy; poprzednio uczyniła to Karen Stupples zwyciężając Women's British Open na polu golfowym w Sunningdale.
Współliderka po dwóch dniach Giulia Sergas na początku dotrzymywała kroku Matthew, jednak pięć uderzeń straconych na dołkach 12-16 spowodował, że skończyła rundę w 78 uderzeniach spadając na 11. miejsce z siedmioma uderzeniami straty do Szkotki.
Na drugim miejscu po sobotniej rundzie znalazła się Amerykanka Christina Kim, której kolejna runda 71 uderzeń (bogey i dwa birdie) dała łączny wynik -1.
Tuż za nimi na trzecim miejscu z wynikiem level par znalazły się Japonka Ai Miyazato i Koreanka Jiyai Shin. Pierwsza z nich zagrała rundę 70 uderzeń (trzy bogeye i 5 birdie). Miyazato tydzień wcześniej wygrała zawody Evian Masters i gdyby odrobiła straty w niedzielę zostałaby pierwszą zawodniczką w historii, która zwyciężyła Women's British Open i poprzedzający turniej.
Broniąca tytułu Shin zagrała najlepszą tego dnia rundę 68 uderzeń, w tym jeden bogey i 5 birdie. W posobotnich komentarzach to ona była wskazywana jako największe zagrożenie dla Matthew podczas niedzielnej rozgrywki, ponieważ w dotychczasowej karierze Koreanka zdążyła sobie wyrobić przydomek królowej ostatniej rundy. Shin przyznała się również, że od początku zawodów już dwukrotnie zmieniała driver, z którym przystępowała do gry.
Po trzeciej rundzie zdyskwalifikowano aktualną mistrzynię U.S. Women's Open Ji Eun-hee za podpisanie niewłaściwej karty wyników.
Średni wynik uzyskany w sobotę był równy 74,39. Dołek nr 3 sprawiał największą trudność zawodniczkom – grały go średnio 0,63 uderzenia powyżej par. Z kolei dołek 11 był najłatwiejszy: średnia 4,66.
| Miejsce | Zawodniczka      | Rundy        | Wynik |
| ------- | ---------------- | ------------ | ----- |
| 1       | Catriona Matthew | 74-67-71=212 | -4    |
| 2       | Christina Kim    | 73-71-71=215 | -1    |
| 3=      | Jiyai Shin       | 77-71-68=216 | E     |
| 3=      | Ai Miyazato      | 75-71-70=216 | E     |
| 5=      | Mika Miyazato    | 76-72-69=217 | +1    |
| 5=      | Kim Song-hee     | 70-73-74=217 | +1    |

| Dołek   | 1    | 2    | 3    | 4    | 5    | 6    | 7    | 8    | 9    | 10   | 11   | 12   | 13   | 14   | 15   | 16   | 17   | 18   | Suma  |
| ------- | ---- | ---- | ---- | ---- | ---- | ---- | ---- | ---- | ---- | ---- | ---- | ---- | ---- | ---- | ---- | ---- | ---- | ---- | ----- |
| Par     | 3    | 4    | 4    | 4    | 3    | 5    | 5    | 4    | 3    | 4    | 5    | 3    | 4    | 4    | 5    | 4    | 4    | 4    | 72    |
| Średnia | 3,32 | 4,23 | 4,63 | 4,14 | 3,18 | 5,20 | 4,99 | 4,39 | 3,00 | 3,94 | 4,66 | 3,20 | 3,96 | 4,34 | 5,03 | 3,90 | 4,27 | 4,01 | 74,39 |

### Dzień 4. (finał)

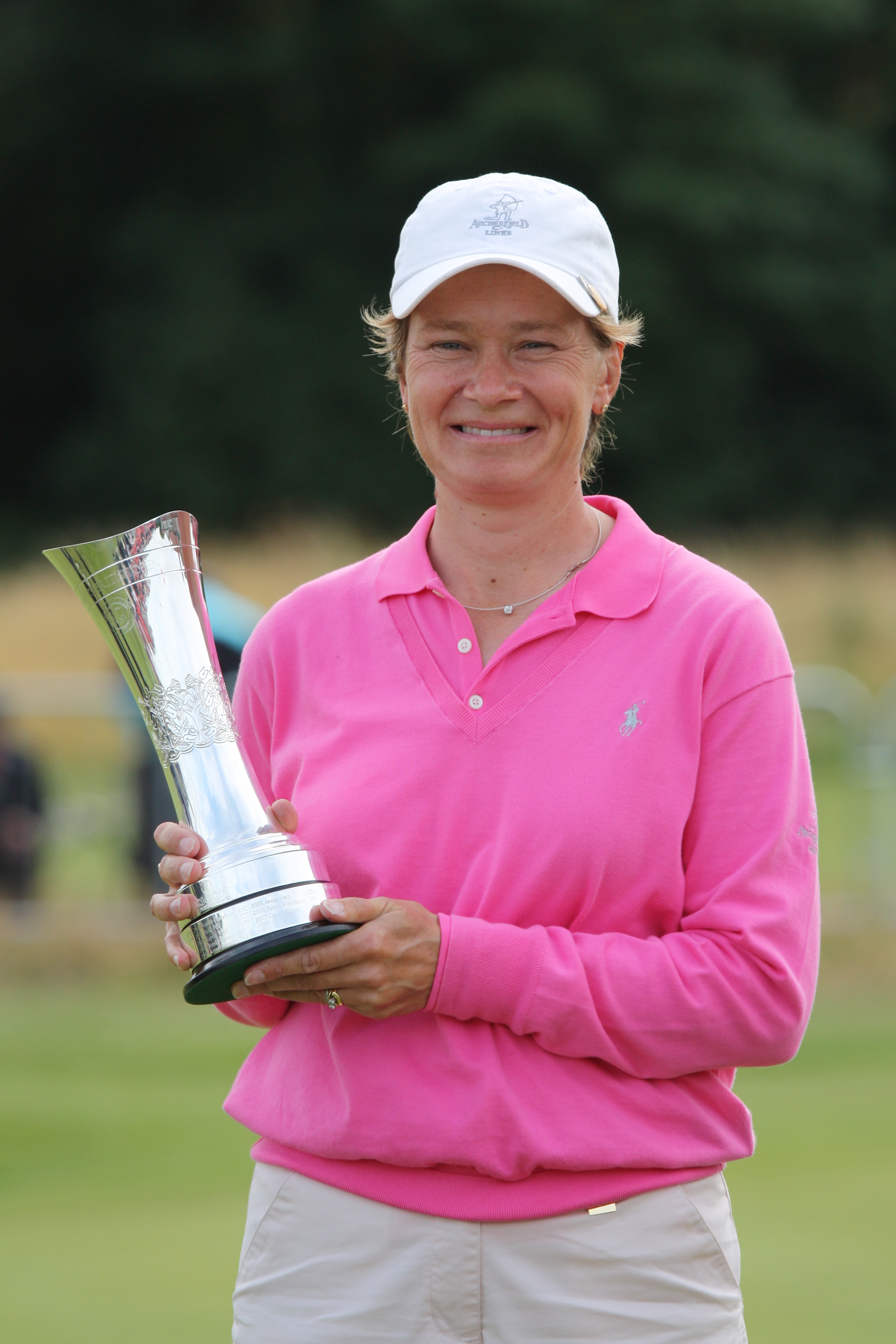
Catriona Matthew z trofeum Women's British Open

Ostatni dzień rozpoczął się dla Matthew od dwóch bogey'ów już na pierwszym i trzecim dołku. Kolejne sześć dołków zagrała na par, ale na 10. wydawało się, że straci dwa uderzenia po tym jak jej approach wylądował w krzaku z prawej strony powyżej greenu i podjęła decyzję o dropowaniu piłki. Kolejne dwa dobre uderzenia – chip z roughu i putt uratowały dla Matthew bogey'a. W tym momencie jej początkowa przewaga zupełnie stopniała i zrównała się wynikiem -1 z Ai Miyazato. Dwa dołki później rozpoczęła się szarża Matthew, która odseparowała ją od reszty stawki. Zaczęła od birdie na 13. po tym jak Szkotka trafiła putta z 5 metrów. Na następnym dołku zrobiła kolejne, tym razem wtaczając piłkę do dołka z jeszcze większej odległości 12 metrów; jak sama później stwierdziła, po tym uderzeniu wróciła jej wiara w wygraną w turnieju. Trzecie birdie z rzędu Matthew zawdzięcza temu, że po dwóch uderzeniach, które określiła jako najlepsze tego dnia, znalazła się na greenie dołka par 5, po czym dwoma puttami umieściła piłkę w dołku. Siedemnasty dołek pogorszył wynik Matthew – jej drive wylądował w fairway'owym bunkrze, z którego approach zagrała w rough obok greenu – w efekcie zrobiła bogeya; był on jednak praktycznie bez znaczenia bo rywalki też popełniały błędy. Rozpoczynając ostatni dołek Matthew miała aż 3 uderzenia przewagi nad najbliższą konkurentką – Karrie Webb. Robiąc para utrzymała ten dystans i wygrała Women's British Open, zostając pierwszą Szkotką w historii, która triumfowała w wielkoszlemowym turnieju LPGA.
Drugie miejsce zajęła wspomniana wielokrotna triumfatorka turniejów golfowych Karrie Webb z Australii, której runda 68 uderzeń była najlepszą tego dnia. W dużej mierze zawdzięcza ją dobrej końcówce: na 15. zaliczyła chip-in z 9 metrów na eagle'a, a dołek później zrobiła birdie.
Jiyai Shin, uważana za najpoważniejszą rywalkę liderki, nigdy nie zagroziła Matthew, a zakończyła swój występ robiąc podwójnego bogeya na ostatnim dołku na łączny niedzielny wynik 75 uderzeń i 8. miejsce ex aequo.
Grająca w ostatniej parze z Matthew wiceliderka po trzech dniach Christina Kim zagrała o jedno uderzenie gorzej od Szkotki i podobnie jak Shin nie stworzyła poważnego zagrożenia. Kim skończyła z wynikiem +1 na trzecim miejscu ex aequo.

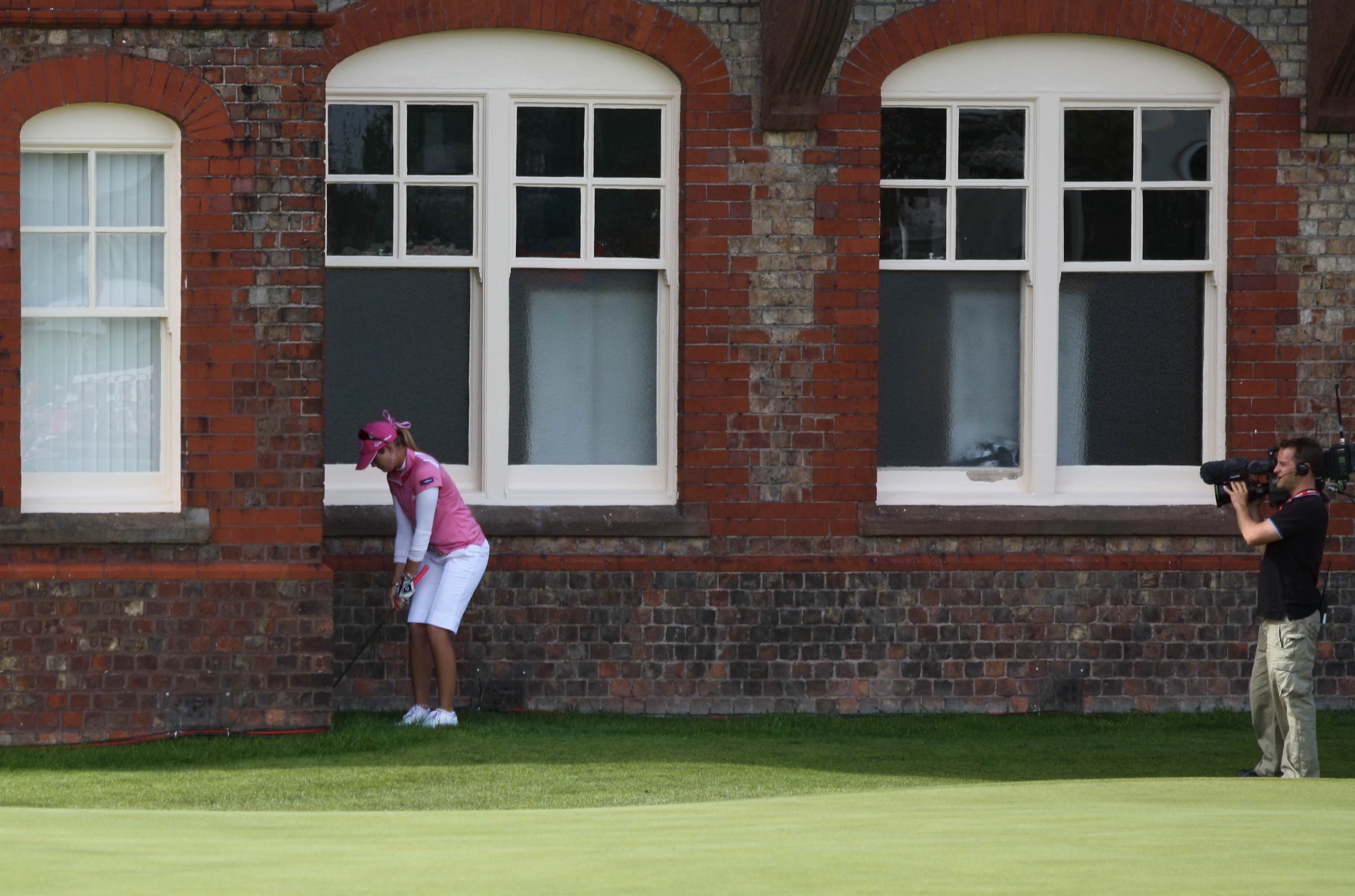
Paula Creamer przed zagraniem czwartego uderzenia na ostatnim dołku

Szansę na samodzielne drugie miejsce miała Amerykanka Paula Creamer. Dzięki birdie na dołkach 14 i 15 osiągnęła wynik -1, który utrzymała aż do ostatniego dołka. Jednak na 18. po jej drive'ie piłka znalazła się w fairway'owym bunkrze, skąd aby ją wybić musiała grać w przeciwną stronę. Trzecie uderzenie Creamer było za długie i stoczyło się z greenu aż pod ścianę domu klubowego. Ostatecznie zrobiła double bogey'a i skończyła turniej z takim samym wynikiem jak Christina Kim.
Do ich grona dołączyła Japonka Ai Miyazato, która roztrwoniła swoje szanse po podwójnym bogey'u na 17. dołku.
Ostatniego dnia turnieju trafiono drugie hole in one, a dokonała tego mistrzyni sprzed czterech lat Koreanka Jang Jeong. Jej uderzenie ze 175 metrów wpadło wprost do dołka na dołku nr 1.
| Miejsce | Zawodniczka      | Rundy           | Wynik |
| ------- | ---------------- | --------------- | ----- |
| 1       | Catriona Matthew | 74-67-71-73=285 | -3    |
| 2       | Karrie Webb      | 77-71-72-68=288 | E     |
| 3=      | Han Hee-won      | 77-73-69-70=289 | +1    |
| 3=      | Paula Creamer    | 74-74-70-71=289 | +1    |
| 3=      | Ai Miyazato      | 75-71-70-73=289 | +1    |
| 3=      | Christina Kim    | 73-71-71-74=289 | +1    |

| Dołek   | 1    | 2    | 3    | 4    | 5    | 6    | 7    | 8    | 9    | 10   | 11   | 12   | 13   | 14   | 15   | 16   | 17   | 18   | Suma  |
| ------- | ---- | ---- | ---- | ---- | ---- | ---- | ---- | ---- | ---- | ---- | ---- | ---- | ---- | ---- | ---- | ---- | ---- | ---- | ----- |
| Par     | 3    | 4    | 4    | 4    | 3    | 5    | 5    | 4    | 3    | 4    | 5    | 3    | 4    | 4    | 5    | 4    | 4    | 4    | 72    |
| Średnia | 3,24 | 4,07 | 4,30 | 4,46 | 3,16 | 4,97 | 4,94 | 4,20 | 3,13 | 4,16 | 4,90 | 3,23 | 4,19 | 4,60 | 4,86 | 3,87 | 4,37 | 4,34 | 74,99 |